# Mikael Martinsson
Pour les articles homonymes, voir Martinsson.
Mikael Martinsson (né le 25 novembre 1968) est un ancien sauteur à ski suédois.

## Palmarès

### Jeux Olympiques
| Épreuve / Édition | Albertville 1992 | Lillehammer 1994 |
| Petit Tremplin    | 17e              | 23e              |
| Grand Tremplin    | 16e              | 34e              |
| Par Equipes       | 9e               | 10e              |

### Championnats du monde
| Épreuve / Édition | Lahti 1989 | Val di Fiemme 1991 | Falun 1993 |
| Petit Tremplin    | 22e        | 19e                | 27e        |
| Grand Tremplin    | 60e        | 11e                | 38e        |
| Par Equipes       | 5e         |                    |            |

### Championnats du monde de vol à ski
| Épreuve / Édition | Harrachov 1992 |
| Individuel        | 8e             |

### Coupe du monde
- Meilleur classement final: 5e en 1991.
- 1 victoire.

#### Saison par saison
| Année | Lieu          |
| 1991  | Falun (Suède) |